# Чарне
Чарне (пољ. Czarne) град је у Пољској у Војводству поморском. По подацима из 2012. године број становника у месту је био 6107.

## Становништво
| 2012. |
| ----- |
| 6.107 |

## Партнерски градови
- Ланглинген